# FM IS
株式会社FM IS（エフエム　イズ）は、静岡県伊豆市および伊豆の国市の各一部地域を放送区域として超短波放送（FM放送）をする特定地上基幹放送事業者である。
FM IS みらいずステーションの愛称でコミュニティ放送を行っている。

## 概要
2013年（平成25年）開局。全て民間からの出資で、開局時214名から2505万円の出資を受け設立した。地元IT企業の代表が社長に就任している。
当初は伊豆の国市と共同で開設する計画であったが、地域に密着した情報を送るなどの理由で別々に開局することとなった。
開局時よりJCBAインターネットサイマルラジオでの配信を行っているほか、スマートフォン向けアプリを独自に開発し、番組配信を行っている。

## 番組編成
番組編成の多くは自社制作番組で構成されており、放送時間は平日7:00 - 21:00の14時間放送、土日8:00 - 20:00の12時間放送。
衛星ラジオ局等からの配信を受けない点や放送時間は、隣接地域のFMいずのくにと同一であった。

### 主な自社制作番組（2024年10月 - 12月版）

#### 平日
- イズモニ〜ライブ・イズ・モーニング〜（月 - 金 7:00 - 10:00）
- Life IS〜みんなの時間〜（月 - 金 10:00 - 12:00）
- nap〜Now＆Past〜（月・金 12:00 - 16:00）
- nap〜Natural afternoon program〜（火 - 木 12:00 - 16:00）
- みらいず〜夕食までひとときをご一緒しませんか〜（月 - 木 16:00 - 19:00）
- 金のみらいず（金 16:00 - 19:00）
- マダムのLove is HOME（火 19:00 - 20:55）
- 伊豆SPORTS!（水 19:00 - 20:00）
- （仮）未定（水 20:00 - 20:30）
- 竹川美子のドレ美子ソラシド（水 20:30 - 20:55）
- 土肥のもっちゃんです（4週 水 21:00 - 22:00）
- カズ兄さんのモーターレボリューション（水 19:00 - 20:55）
- 推し伊豆 TIMES（金 19:00 - 20:00）
- おもしろいおじさん（金 20:00 - 20:55）

#### 土日
- おは土!（土 8:00 - 13:00）
- 土曜喫茶（土 13:00 - 16:00）
- みらいち　勝手にみらいずの1週間（土 16:00 - 18:30）
- お金の町医者かけこみ相談室（土 18:30 - 19:00）
- おは日!（日 8:00 - 13:00）
- 伊豆Cafe（日 13:00 - 17:00）
- 日曜からひとり夜会（日 17:00 - 19:00）
- おしゃべりBAR はじまりの樹（日 19:00 - 19:55）

※土・日曜日放送時間は、8:00〜20:00まで。

### 主な自社制作番組（2022年7月 - 9月版）

#### 平日
- イズモニ〜ライブ イズ モーニング〜（月 - 金 7:00 - 10:00）
- Life IS（月 - 金・10:00 - 12:00）
- 伊藤圭介の「みらいず観光案内人（火 11:00 - 11:55、土 19:00 - 19:55（再放送））
- nap〜natural afternoon program〜（月 - 金 12:00 - 16:00）
- 岡田たかこの今週の1冊（水 13:45 - 14:00、土 14:30 - 14:45（再放送））
- みらいず（月 - 木 16:00 - 18:55）
- 金のみらいず（金 16:00 - 18:55）
- ぼくの夢・私の夢（月 - 金 18:30 - ）
- 学校のじかん（水 18:40 - 19:00）
- Outsiders（月 19:00 - 19:55）
- 待良の伊豆の音（第4火 15:00 - 15:30 ）
- マダムのLove Is Home（火 19:00 - 20:55）
- 伊豆SPORTS!（水 19:00 - 20:00）
- 土肥のもっちゃんです（第4水 21:00 - 21:45）
- カズ兄さんのモーターレボリューション（木 19:00 - 20:55）
- おもしろいおじさん（金 20:00 - 20:55、木 10:00 - 10:55（再放送））
- 明日の伊豆情報（月 - 金 20:55 - 21:00）

#### 土日
- おは土!（土 8:00 - 12:55）
- おは日!（日 8:00 - 12:55）
- 女子Cafe（土 13:00 - 15:55）
- みらいち〜勝手にみらいずの1週間（土 17:00 - 18:55）
- 伊豆Cafe（日 13:00 - 16:30）
- 日曜から夜会（日 17:00 - 19:00）
- 風見穏香の「だいじょーぶ、ひとりじゃない♪」（第3日曜 19:00 - 19:30）
- 走れ！チャリ〜IZU（日 19:00 - 19:55）
- 明日の伊豆情報（土・ 日 19:55 - 20:00）